# Pauline Betz
Pauline Betz Addie (Dayton, 6 de Agosto de 1919 – 31 de maio de 2011) foi uma tenista profissional estadunidense.

## Grand Slam finais

### Simples (5 títulos)
| Ano  | Campeonato   | Oponente                | Placar        |
| 1942 | US Open      | Louise Brough Clapp     | 4–6, 6–1, 6–4 |
| 1943 | US Opens (2) | Louise Brough Clapp     | 6–3, 5–7, 6–3 |
| 1944 | US Open (3)  | Margaret Osborne duPont | 6–3, 8–6      |
| 1946 | Wimbledon    | Louise Brough Clapp     | 6–2, 6–4      |
| 1946 | US Open (4)  | Doris Hart              | 11–9, 6–3     |

### Simples (3 vices)
| Ano  | Campeonato    | Oponente                | Placar        |
| 1941 | US Open       | Sarah Palfrey Cooke     | 7–5, 6–2      |
| 1945 | US Open       | Sarah Palfrey Cooke     | 3–6, 8–6, 6–4 |
| 1946 | Roland Garros | Margaret Osborne duPont | 1–6, 8–6, 7–5 |